# Bunkeflo IF
Bunkeflo IF (BIF) var en fotbollsklubb i Bunkeflostrand i Malmö kommun. Klubben bildades 1945 och efter att ha varit en traditionell småklubb gjorde man under slutet av 1990-talet och början av 2000-talet en snabb vandring i seriesystemet med division 3-debut 1999 och division 2-debut 2003.
Laget vann division 2 och fick kvala till Superettan år 2005. Det blev dock förlust mot Jönköpings Södra IF och spel i division 1 södra år 2006. Där kom laget tvåa och fick åter spela kval till Superettan, denna gång mot Assyriska FF. Efter 1-1 sammanlagt och mer gjorda mål på bortaplan gick Bunkeflo IF upp till Superettan.
Som nykomling i Superettan 2007 gjorde laget stor succé och slutade på femte plats i tabellen.
I januari 2007 offentliggjorde klubben att en sammanslagning med Limhamns IF var på gång. Föreningarna slogs samman från november 2007 under namnet IF Limhamn Bunkeflo, 2008 bildades ett gemensamt lag.

## Kända spelare
- Igor Sypniewski
- Robin Olsen